# Viver de Segarra
Viver de Segarra, o Viver, és una entitat de població del municipi de Sant Ramon a la comarca de la Segarra.
El poble se situa al pla de Viver al nord del terme municipal, al límit dels municipis d'Ivorra i Sant Guim de la Plana. Un branc de la carretera LV-3003 és la seva principal via de comunicació.

## Història
El topònim podria tenir l'origen en alguna de les accepcions del substantiu viver en tant que lloc per a la reproducció d'animals o plantes, tot i que no es pot descartar el trasllat del poble homònim del Berguedà.
Els ibers s'establiren en aquesta zona. A poca distància del poble es troba l'única construcció que es conserva d'aquells pobladors. Es tracta d'una font anomenada Juigues que és subterrània i de dimensions desconegudes. Els passadissos estan plens d'aigua i són de poca profunditat. El nom de Juigues sembla provenir també d'un antic poblat jueu en el mateix emplaçament. Les restes del poblat ibèric no es poden apreciar a causa d'unes esplanacions de terres que el van fer desaparèixer i la presència propera d'un cementiri que hi havia al costat. No obstant això, s'han trobat algunes tombes del període.
Viver de Segarra és el poble més modern del municipi. Al segle xi hi ha constància del domini jurisdiccional del Bisbat de Solsona tant en l'aspecte civil com en l'eclesiàstic.

## Llocs d'interès
- L'església de Santa Maria de Viver és un edifici neoclàssic del segle xviii, encara que conserva alguna paret medieval. S'estructura en una nau central i dues laterals, amb coberta a dues aigües, absis recte i realitzada amb paredat. A la façana de l'església es pot veure un escut amb un viver i dues oques i la data de l'any 1889.

## Personatges il·lustres
- Isidre Vilaró i Codina